# オロシリアン
| 累代        | 代       | 紀                 | 基底年代 Mya |
| ----------- | -------- | ------------------ | ------------ |
| 顕生代      | 新生代   | 新生代             | 66           |
| 顕生代      | 中生代   | 中生代             | 251.902      |
| 顕生代      | 古生代   | 古生代             | 541          |
| 原生代      | 新原生代 | エディアカラン     | 635          |
| 原生代      | 新原生代 | クライオジェニアン | 720          |
| 原生代      | 新原生代 | トニアン           | 1000         |
| 原生代      | 中原生代 | ステニアン         | 1200         |
| 原生代      | 中原生代 | エクタシアン       | 1400         |
| 原生代      | 中原生代 | カリミアン         | 1600         |
| 原生代      | 古原生代 | スタテリアン       | 1800         |
| 原生代      | 古原生代 | オロシリアン       | 2050         |
| 原生代      | 古原生代 | リィアキアン       | 2300         |
| 原生代      | 古原生代 | シデリアン         | 2500         |
| 太古代      | 太古代   | 太古代             | 4000         |
| 冥王代      | 冥王代   | 冥王代             | 4600         |
| 1. 2. 3. 4. |          |                    |              |

オロシリアン（造山紀、英：Orosirian; PP3、中国語：造山纪（造山紀））は、20億5000万年前から18億年前にあたる古原生代三番目の地質時代（紀）の一つ。日本語名は決定されていない。層位学ではなく時間計測的に定義された。
名称はギリシャ語で「山脈」を意味するorosiraに由来する。

## 出来事
紀の後半は急激な造山運動が実質上全大陸に相次いだ。シアノバクテリアの光合成による大気中の酸素量の増大がこの時代に起きたといわれる。
二回の最大級の小惑星衝突による大災害（インパクトイベント）が知られる。紀の初頭20億2300万年前の一回目の小惑星の激突はフレデフォート・ドームを形成し、終盤18億5000万年前の二回目はサドベリー隕石孔を作った。